# Jürgen Weber (Maler)
Jürgen Weber (* 4. April 1936 in Ohlau, Provinz Niederschlesien) ist ein deutscher Maler und Grafiker.

## Leben und Werk
Weber kam 1945 mit seiner Familie als Flüchtling nach Altenburg/Thüringen. Nach dem Abitur in Altenburg ging er 1954 an die Hochschule für Bildende Künste Dresden. Er wollte Bühnenbild studieren, studierte dann aber bis 1960 u. a. bei Max Schwimmer, Rudolf Bergander Günter Horlbeck Malerei und Grafik. Nach dem Studium arbeitete er in Landwirtschaftlichen Produktionsgenossenschaften in Zierow und Hohen Wieschendorf, wobei er sich auch als Maler und Zeichner betätigte. Von 1964 bis 1974 war Weber freischaffender Künstler in Wismar, wo er sich eine Radier- und Lithografie-Werkstatt einrichtete. Seine technischen Fähigkeiten erweiterte er bei einem Studienaufenthalt in den Grafischen Werkstätten des Druckkombinats Berlin. Ab etwa Anfang der 1970er Jahre wendete er sich verstärkt der Malerei zu. Seit 1975 lebt und arbeitet Weber als Maler, Grafiker und Bildhauer in Rostock. Dort lehrte er seit 1991 auch an der „Kunst.Schule.Rostock“.
Weber gilt als einer der wichtigsten und prägenden Künstler Mecklenburg-Vorpommerns. 2006 erhielt er den Kunstpreis der Hansestadt Rostock. In seiner Laudatio nannte der Bildhauer Jo Jastram ihn einen Künstler, der „unverbiegbar als malender Zeitgenosse und Zeitzeuge in Rostock wirkt und bekannt ist. Mit seiner heftig zupackenden, beinahe selbstzerstörerischen Malweise hat er den entschiedenen Willen nach Wahrhaftigkeit in schwer vergleichbarer Weise durchzusetzen versucht.“
2016 erhielt die Kunsthalle Rostock als Schenkung ein Konvolut von 358 Arbeiten Webers aus dem Zeitraum 1978 bis 2010.
Seit 2020 hat Weber mit seiner Lebensgefährtin Roswitha Radde eigene Ausstellungsräume in der Rostocker Innenstadt.

## Mitgliedschaften
- bis 1990 Mitglied des Verbands Bildender Künstler der DDR
- Mitglied des Künstlerbunds Mecklenburg und Vorpommern e.V.

## Werke (Auswahl)

### Tafelbilder
- Eltern (Tafelbild, Öl; 1981/1982; auf der IX. Kunstausstellung der DDR)[3]
- Ceret/Frankreich (Tafelbild, Öl; 1999)[4]
- Am Strand (Tafelbild, Öl; 2000)[4]

### Druckgrafik
- Urteil des Paris (1984, Radierung, 34,7 × 27,2 cm)[5]

## Ausstellungen (unvollständig)

### Einzelausstellungen
- 1976: Ahrenshoop, Klubhaus

- 1983 Rostock, Galerie am Boulevard
- 2010 Hamburg, Forum Stadtlandkunst (Lithografien, Malerei und Skulpturen)
- 2013 Rostock, Kunsthalle Rostock (Werkschau 2000 – 2012. Malerei)[6][7]
- 2014 Bützow, Kunsthaus
- 2015 Schwerin, Parkett-Foyer des Mecklenburgischen Staatstheaters
- 2016 Rostock, Societät Rostock maritim („Malerei-Plastik. Lebensbilder“)
- 2016 Hamburg, Forum Stadtlandkunst (Malerei und Skulpturen)
- 2018 Hamburg, Forum Stadtlandkunst („Fernweh“. Mit David Callau Gené)
- 2019 Hamburg, Forum Stadtlandkunst („Augenblicke“, Lithografien, Malerei und Skulpturen)
- 2019 Naumburg, Galerie am Marientor (Malerei, Grafik, Plastik)

### Teilnahme an zentralen und wichtigen regionalen Ausstellungen in der DDR
- 1961: Berlin, Akademie der Künste („Junge Künstlerin der DAK“)
- 1969: Berlin, Neue Berliner Galerie („Künstler aus den Nordbezirken der DDR“)
- 1969, 1972, 1974, 1979 und 1984: Rostock, Bezirkskunstausstellungen
- 1970: Berlin, Altes Museum („Im Geiste Lenins“)
- 1970: Berlin, Altes Museum („Auferstanden aus Ruinen. Druckgraphik und Zeichnungen 1945 - 1970“)
- 1972/1973, 1977/1978 und 1982/1983: Dresden, VII. bis IX. Kunstausstellung der DDR
- 1974: Berlin („Grafik in der DDR“)